# Charles megye
Charles megye az Amerikai Egyesült Államokban, azon belül Maryland államban található. Megyeszékhelye La Plata, legnagyobb városa Waldorf. Lakosainak száma 166 617 fő (2020. április 1.). Charles megye Prince George's, Fairfax, Calvert, Stafford, Prince William, Saint Mary's, Westmoreland és King George megyékkel határos.

## Népesség
A megye népességének változása:
| Lakosok száma | 147 114 | 149 294 | 150 710 | 152 864 | 156 118 | 166 617 |
|               | 2010    | 2011    | 2012    | 2013    | 2015    | 2020    |